# Adesmus nevisi
Adesmus nevisi är en skalbaggsart som först beskrevs av Pierre Émile Gounelle 1909.  Adesmus nevisi ingår i släktet Adesmus och familjen långhorningar. Inga underarter finns listade i Catalogue of Life.